# Svenska mästerskapen i fälttävlan 2000
Svenska mästerskapen i fälttävlan 2000 avgjordes i Duseborg. Tävlingen var den 50:e upplagan av Svenska mästerskapen i fälttävlan.

## Resultat
| Placering | Ryttare          | Häst                 |
| --------- | ---------------- | -------------------- |
| 1         | Paula Törnqvist  | SAS Monaghan         |
| 2         | Magnus Gällerdal | Music Man            |
| 3         | Katrin Norling   | Beatrice af Tollstad |
| 4         | Jonas Hugosson   | Corall               |
| 5         | Tobias grönberg  | Amaretto             |
| 6         | Peder Fredricson | Cocoteau             |